# 前野高長
前野 高長（まえの たかなが）は、平安時代末期の豪族。良岑高成（立木田高成）の子。別名・立木田高長、良岑高長。散位・左兵衛尉。

## 前野高長
前野高長は、良岑高成の子として平安時代後期に尾張国丹羽郡で生まれる。母親は上総広常の娘とも、広常の妹とも、あるいは前野光幹の女ともされる。始め良岑高長もしくは立木田高長。丹羽郡小弓荘の荘園の荘主となって土地の開発を進める。
高長の母親が前野党の生まれといわれ、その由縁をもって稲木庄の地を前野村と号す。現在の愛知県江南市前野町付近。前野村の草分けとなって前野大夫を称し、良岑氏流前野氏の祖となる。高長はこの地を伊勢神宮に寄進し、前野村は神宮の御厨となった。毎年八丈絹十五疋上納めたという。また法性寺関白に伺候している。
子孫に前野長康、前野忠康、前野助左衛門、佐々宗淳、前野五郎などがいる。

## 良岑氏
良岑氏は桓武天皇と百済永継の子である良岑安世を祖とする氏族で、種別としては皇別に分類される。本貫は山城国で、後裔には児玉丹羽氏・良岑氏流前野氏などがある。良岑安世の八男良岑宗貞（遍昭僧正）の子孫にあたる。兄である良岑高義は丹羽長秀などの氏族である児玉丹羽氏を後裔に持つ。妹は平忠盛側室で平忠度の母である。

## 系譜
- 父：良岑高成
- 母：上総広常娘（妹か）、前野光幹娘とも
- 妻：不詳
  - 男子：羽黒二郎長高(子に羽黒長俊、岩部佐高、箱羽吉高)
  - 男子：前野小二郎宗長（滝口右馬入道）
  - 女子